# 切奇马
切奇马（義大利語：Cecima），是意大利帕维亚省的一个市镇。总面积10.11平方公里，人口242人，人口密度23.9人/平方公里（2009年）。国家统计（ISTAT）代码为018042。